# 3849 Incidentia
A 3849 Incidentia (ideiglenes jelöléssel 1984 FC) a Naprendszer kisbolygóövében található aszteroida. Edward L. G. Bowell fedezte fel 1984. március 31-én.